# Chiapa de Corzo
16°42′26.035″N 93°0′34.441″V / 16.70723194°N 93.00956694°V
Chiapa de Corzo er en lille by og en kommune i den mexicanske delstat Chiapas. Kommunen har 73 352 indbyggere (2005) og et areal på 906,7 km². Byen har 37 627 indbyggere (2005). Den ligger femten kilometer fra delstatshovedstaden Tuxtla Gutiérrez.

## Links
- Kommunens officielle hjemmeside Arkiveret 24. november 2018 hos  Wayback Machine